# Медаль Материнства
Медаль Материнства — государственная медаль Советского Союза, учреждена Указом Президиума Верховного Совета СССР от 8 июля 1944 года в двух степенях, для награждения матерей, родивших или воспитавших пять (для награждения второй степенью), или шесть детей (для награждения первой степенью).
По состоянию на 1 января 1995 года медалями Материнства I и II степени было награждено около 13,15 миллионов женщин.
Медаль выполнена по проекту художника Н. Н. Жукова.

## Описание

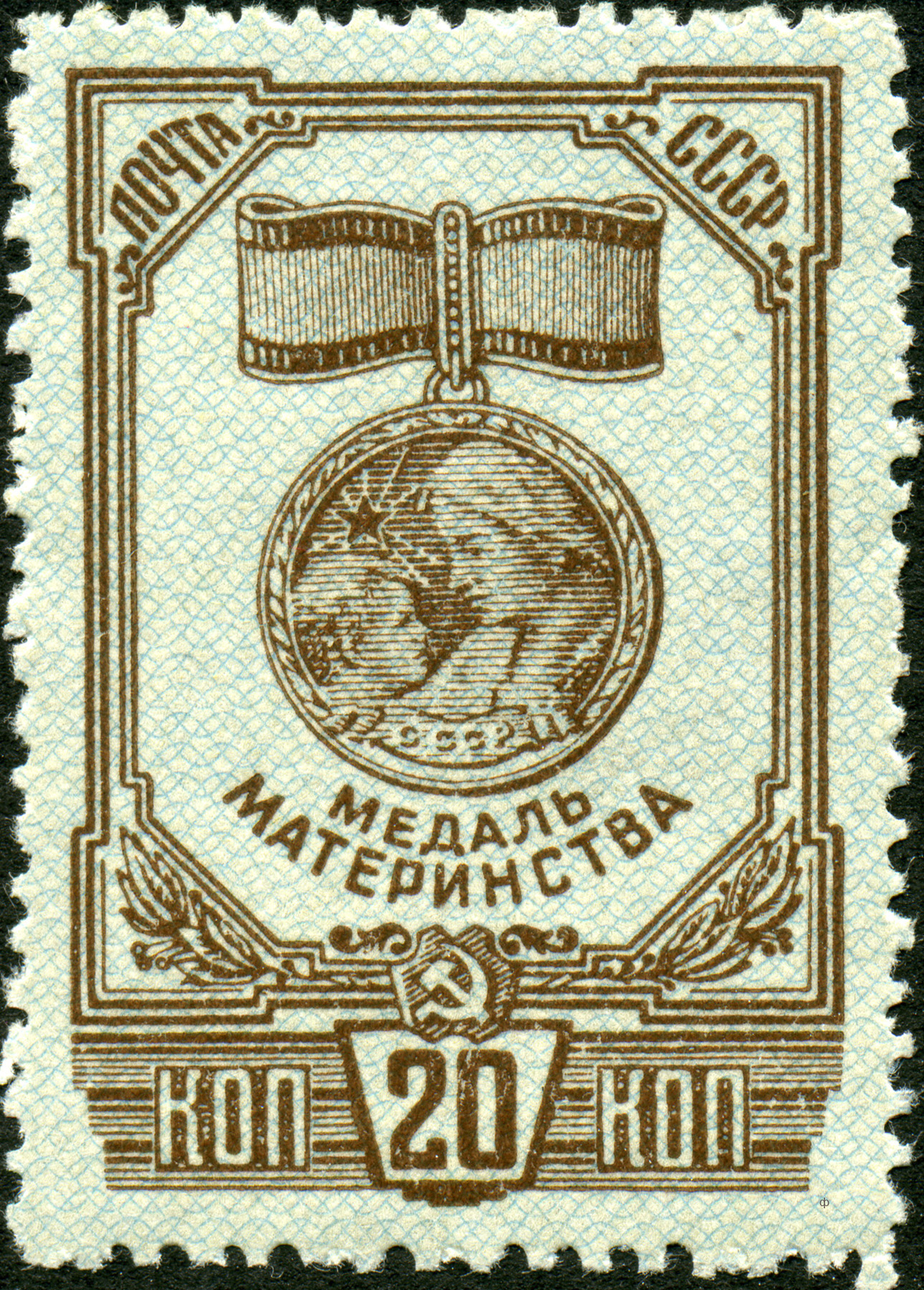
Почтовая марка СССР с изображением медали

Медаль имеет форму правильного круга диаметром 29 мм. На лицевой стороне медали профильное погрудное изображение матери и ребёнка. В левой верхней части медали выпуклая звездочка с расходящимися лучами. По окружности медали узенький лавровый веночек. В нижней части медали ленточка с надписью на ней «СССР». Все изображения и надписи на медали выпуклые. На оборотной стороне медали в центре находится изображение серпа и молота, в верхней части по окружности размещена надпись «Медаль» и в нижней части по окружности — «материнства». Медаль I степени изготавливалась из серебра 925 пробы, серебряного содержания в медали I степени — 16,60 г. Общий вес медали первой степени без колодки — 17,453±0,62. Медаль II степени выполнена из бронзы.

## Положение о медали
Медалью Материнства награждаются матери, родившие и воспитавшие пять и шесть детей.
Награждение медалью Материнства производится от имени Президиума Верховного Совета СССР указами Президиумов Верховных Советов союзных и автономных республик.
Медаль Материнства состоит из двух степеней:
- «Медаль материнства» I степени,
- «Медаль материнства» II степени.

Медалью Материнства награждаются:
- матери, родившие и воспитавшие пять детей, — медалью II степени,
- матери, родившие и воспитавшие шесть детей, — медалью I степени.

Награждение медалью Материнства соответствующей степени производится при достижении последним ребёнком возраста одного года и при наличии в живых остальных детей этой матери.
При награждении медалью Материнства учитываются также дети:
- усыновлённые матерью в установленном законом порядке;
- погибшие или пропавшие без вести при защите СССР или при исполнении иных обязанностей военной службы, либо при выполнении долга гражданина СССР по спасению человеческой жизни, по охране социалистической собственности и социалистического правопорядка, а также умершие вследствие ранения, контузии, увечья или заболевания, полученных при указанных обстоятельствах, либо вследствие трудового увечья или профессионального заболевания.

Награждение матерей, имеющих шесть детей, производится только одной медалью I степени.
Медаль Материнства I и II степени носится на левой стороне груди и при наличии у награждённой других орденов и медалей размещается рядом с ними или ниже их.

Медаль Материнства в случае смерти матери вместе с удостоверением к медали остается в её семье для хранения как память.

Аверс и реверс медалей
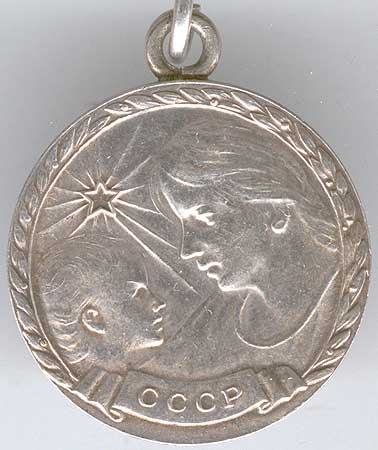
Серебряная медаль (лицевая сторона)
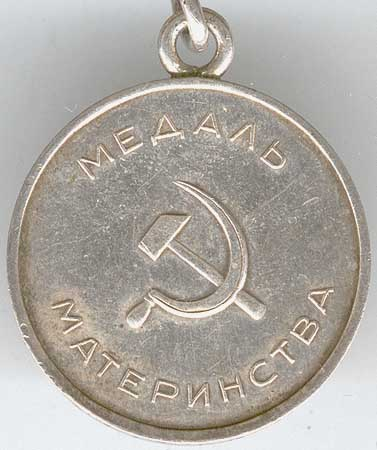
Серебряная медаль (обратная сторона)
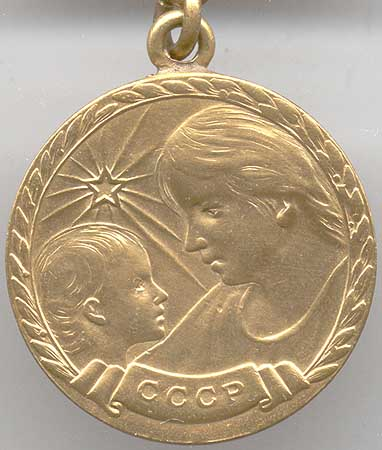
Бронзовая медаль (лицевая сторона)
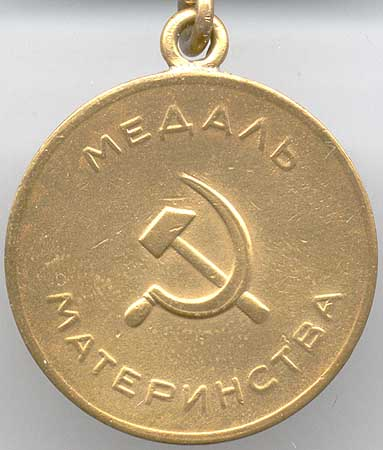
Бронзовая медаль (обратная сторона)